# 在港復校
在香港復校、在港復校，指1949年中華人民共和國成立後，部分位於中國大陸已停辦的學校，依照原本所屬的辦學團體、其教職員工或校友組織等名義，在英屬香港恢復已停辦的學校。
另外，「遷校來港」、「遷校往香港」之學校未曾停辦，只從創校地方搬遷到香港以延續教育；
又另外，「在香港開設分校」之學校在創校地方仍然保留，只在香港開辦新校舍以擴展教育。

## 歷史
在1949年中華人民共和國成立後及1952年發生中国高等院校院系调整後，因中國教育政策轉變而廢除私立學校制度，部份辦學團體在英屬香港恢復已停辦的學校，稱為「在港復校」；亦有部份辦學團體在臺灣恢復已停辦的學校，稱為「在臺復校」。

## 學校一覽

### 大學
- 嶺南大學：1888年廣州創校，1952年因內地高校院系調整停辦，由1961年組成的「嶺南教育擴展會」籌備復辦，1967年在香港復校，現為法定大學，但嶺南教育機構仍依法於校董會佔有席次。[1]

### 中學
- 聖芳濟書院 (香港)：1874年上海創校，1950年轉型為公立學校，由1950年辦學團體法國聖母小昆仲會來到香港後，於1954年向教育司署申請建造校舍，為突顯與聖芳濟書院 (上海)的聯繫，1955年正式命名為「聖芳濟書院」[2]
- 華英中學：1913年佛山創校，1952年停辦，由1962年組成的「華英中學香港校友會」籌備復辦，1971年在香港復校，現由香港基督教循道衛理聯合教會管理[3]

### 神學院
- 中華神學院：1930年上海創立，1950年停辦，1962年神學院部分前師長在香港舉辦課程，1964年在香港宣告復校，並成立香港董事會[4]